# Слейскіл
Слейскіл (нід. Sluiskil) — село в нідерландській провінції Зеландія. Входить до муніципалітету Тернезен.
Його площа становить 13,37 км², а населення станом на 2021 рік складало 2 255 осіб.
Перша згадка про населений пункт датується 1839 роком.